# Rutelíneos
Rutelíneos (Rutelinae) são uma subfamília de besouros, tradicionalmente classificados na família de escaravelhos Scarabaeidae, conhecidos como carocha ou carochinha, entre outros nomes. Os adultos de Rutelinae são todos herbívoros, se alimentando de diversas partes vegetais. As larvas também são herbívoras ou comem matéria orgânica vegetal em decomposição. Algumas espécies são consideradas pragas de lavouras.
Ocorrem em todos os continentes, com cerca de 4.197 espécies e 235 gêneros identificados no mundo até 2016. A maioria ocorrem em zonas tropicais, sendo que no Brasil são registradas 433 espécies e 58 gêneros, por volta do ano 2016.

## Mudanças na Classificação
Recentemente, em 2015, pesquisadores que são autoridade no estudo de escaravelhos consideraram que Rutelinae deve ser uma subfamilia de um grupo de besouros reclassificado por eles, chamado  de Melolonthidae.

## Características

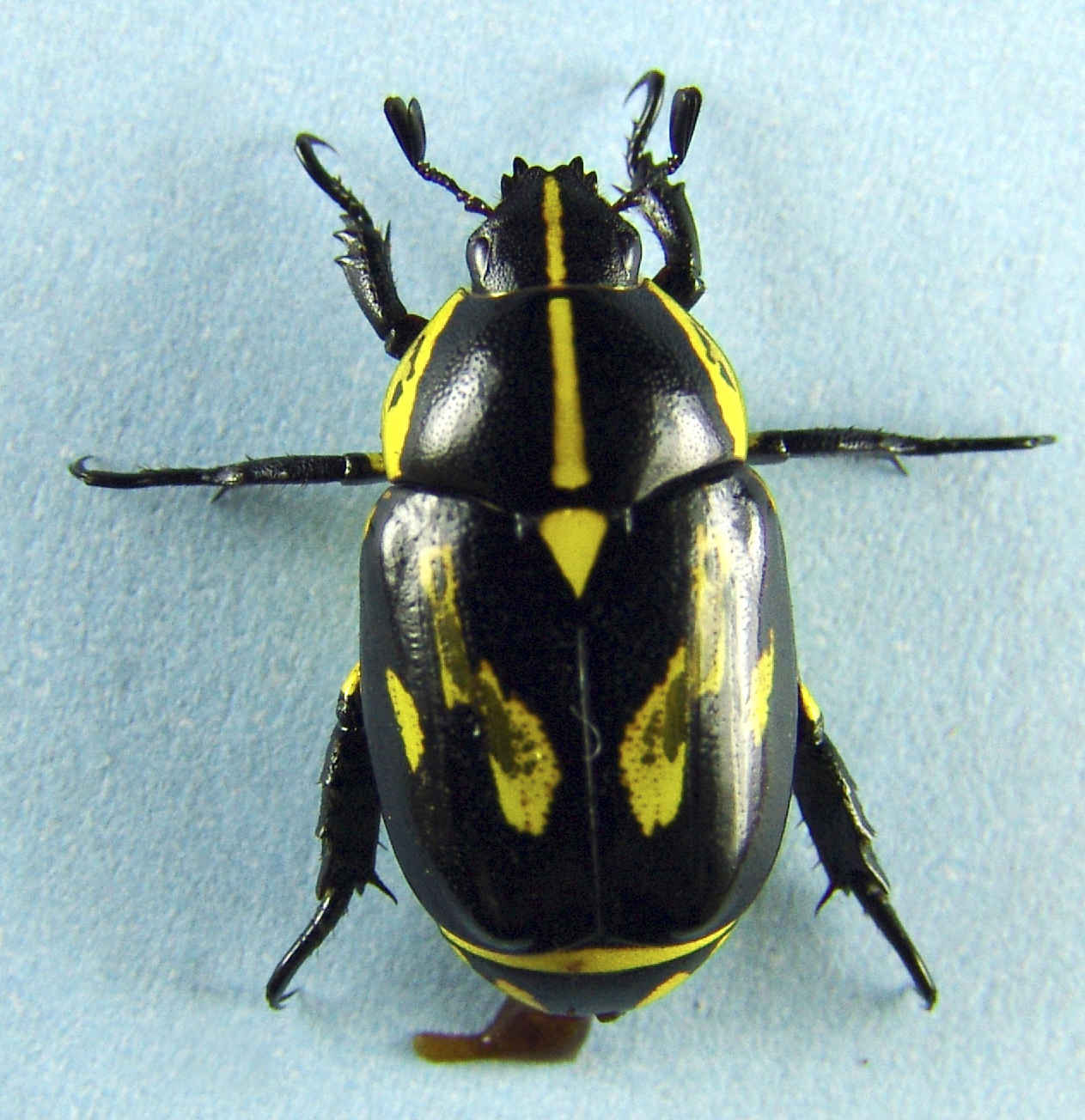
Rutela lineola, espécie de Rutelinae muito comum no Brasil

### Identificação
Além de apresentam as características típicas da família dos escaravelhos, os Rutelinae se diferenciam de outras subfamillias de Scarabaeidae por terem as garras de tamanho diferentes das patas do meio e de trás (chamadas mesotarso e metatarso), entre outras características.
Os Rutelinae são escaravelhos que não apresentam chifres, como ocorre com Scarabaeinae e  Dynastinae.
Muitas espécies são bastante bonitas, com manchas coloridas pelo corpo ou cores metálicas, como as dos gêneros Chrysina. No entanto, outras tenham cores menos chamativas, marrons e cinzas. Podem medir de 3 milímetros até 6 centímetros.

## Importância
Certas espécies de Rutelinae são polinizadoras importantes para determinadas espécies de plantas e, além disso, as larvas de Rutelinae atuam na reciclagem de nutrientes dos ecossistemas, pois se alimentam de matéria em decomposição.
Algumas espécies, no entanto, como Anomala e Leucothyreus, entre outras, são consideradas pragas, pois as larvas comem raízes de plantações de milho, sorgo, gramíneas e palmeiras. Em outras espécies, como Popillia japonica, os adultos também causam danos às lavouras.
No Equador, a espécie Platycoelia lutescens é comida típica da região de Quito, sendo uma caso típico de entomofagia.

## Alimentação
Os Rutelinae quando adultos consomem diversas partes de plantas, incluindo flores, pólen, frutos e folhas. Já as larvas são herbívoras ou saprófitas (se alimentam de matéria orgânica vegetal em decomposição, como madeira podre ou serrapilheira, que é uma camada de folhas mortas comum no chão das florestas).

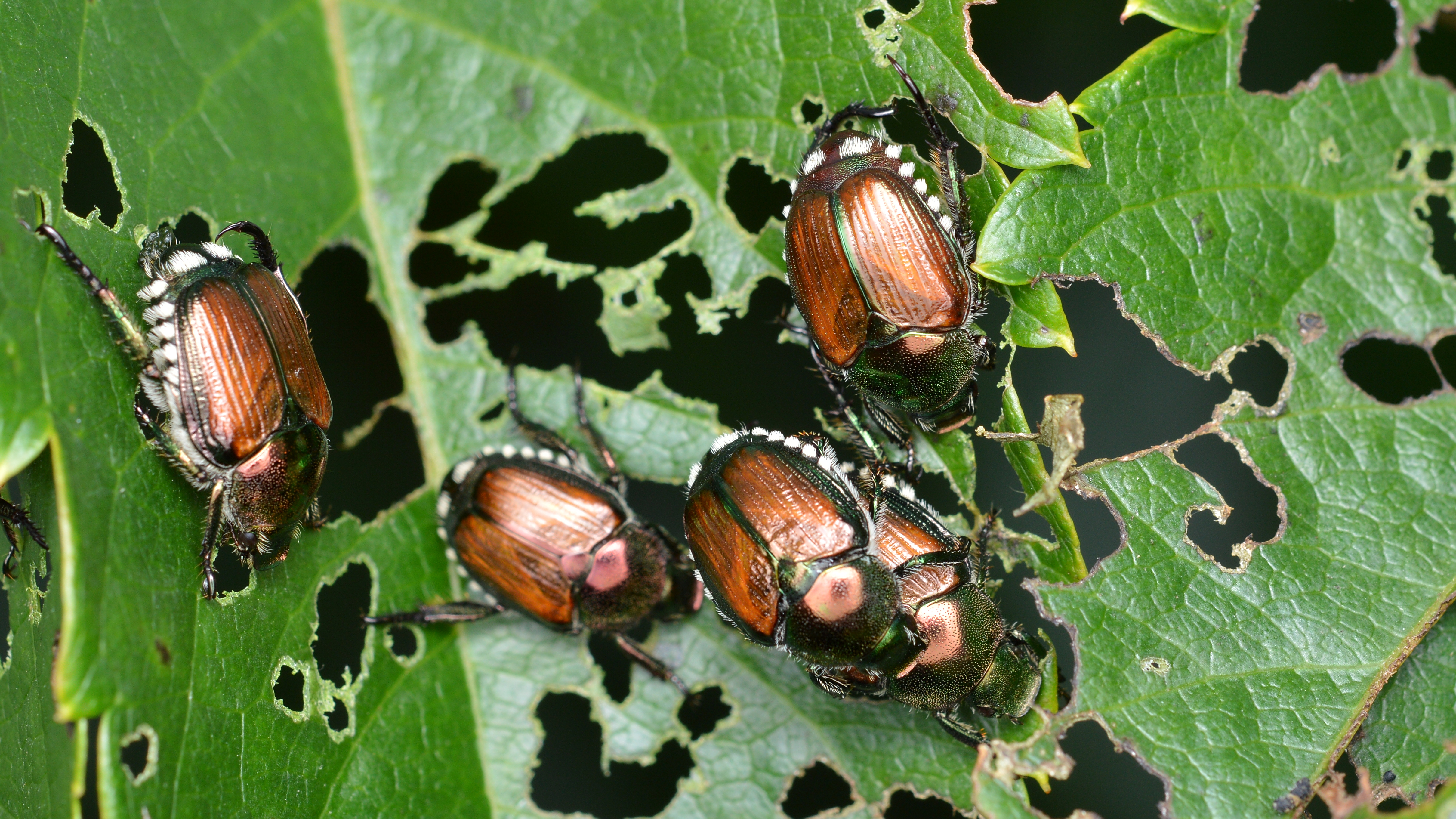
Rutelinae se alimentando de folhas.
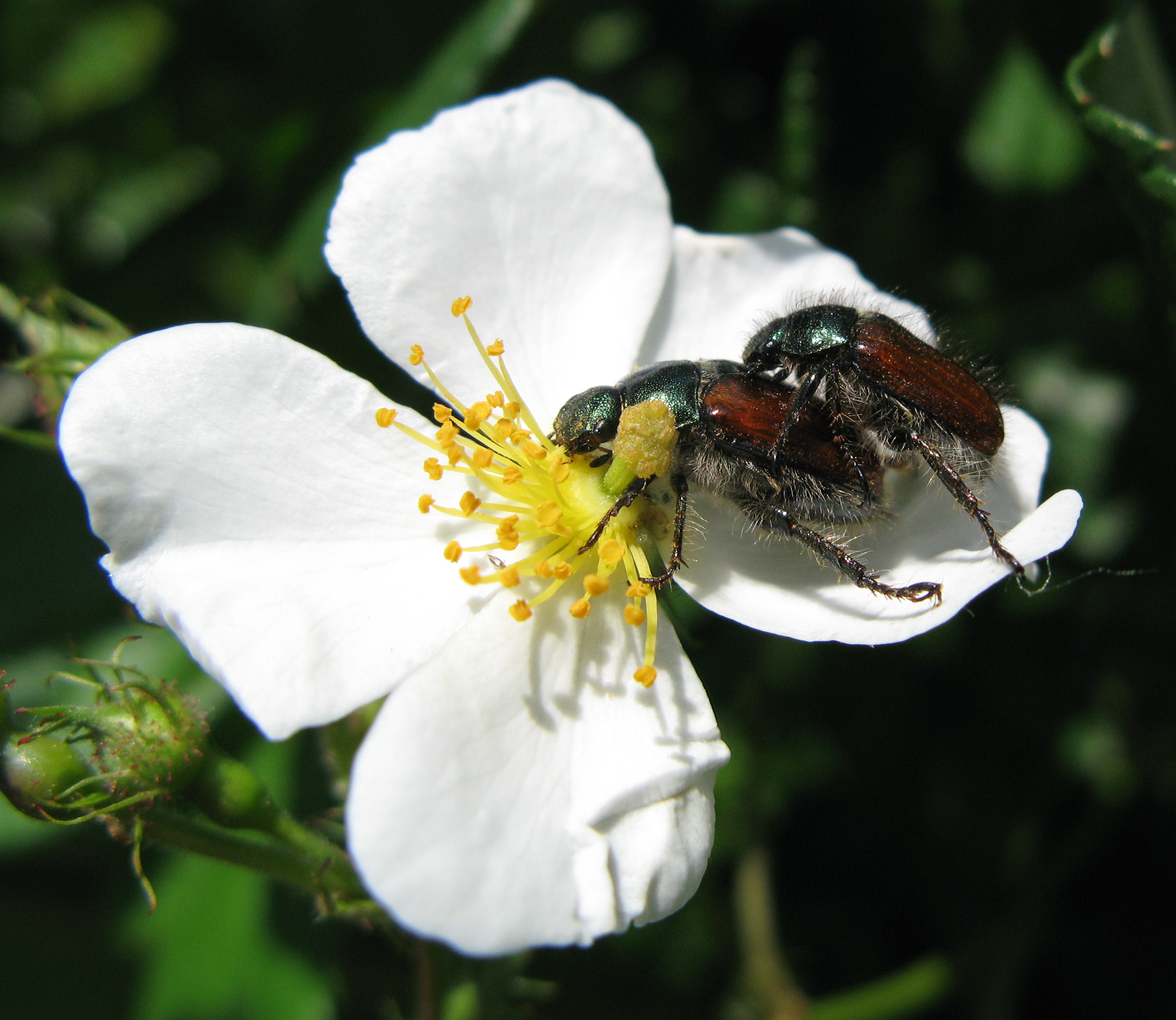
Rutelinae se alimentando de pólen
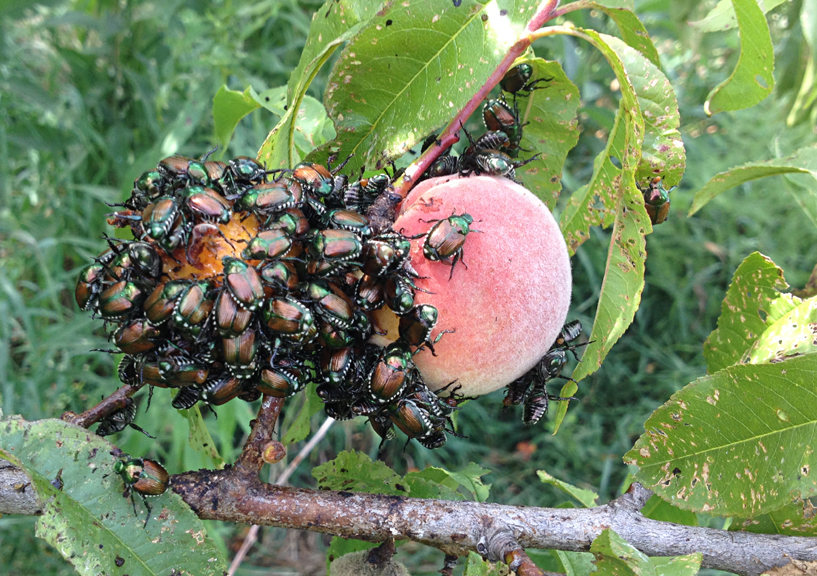
Rutelinae se alimentando de frutos.
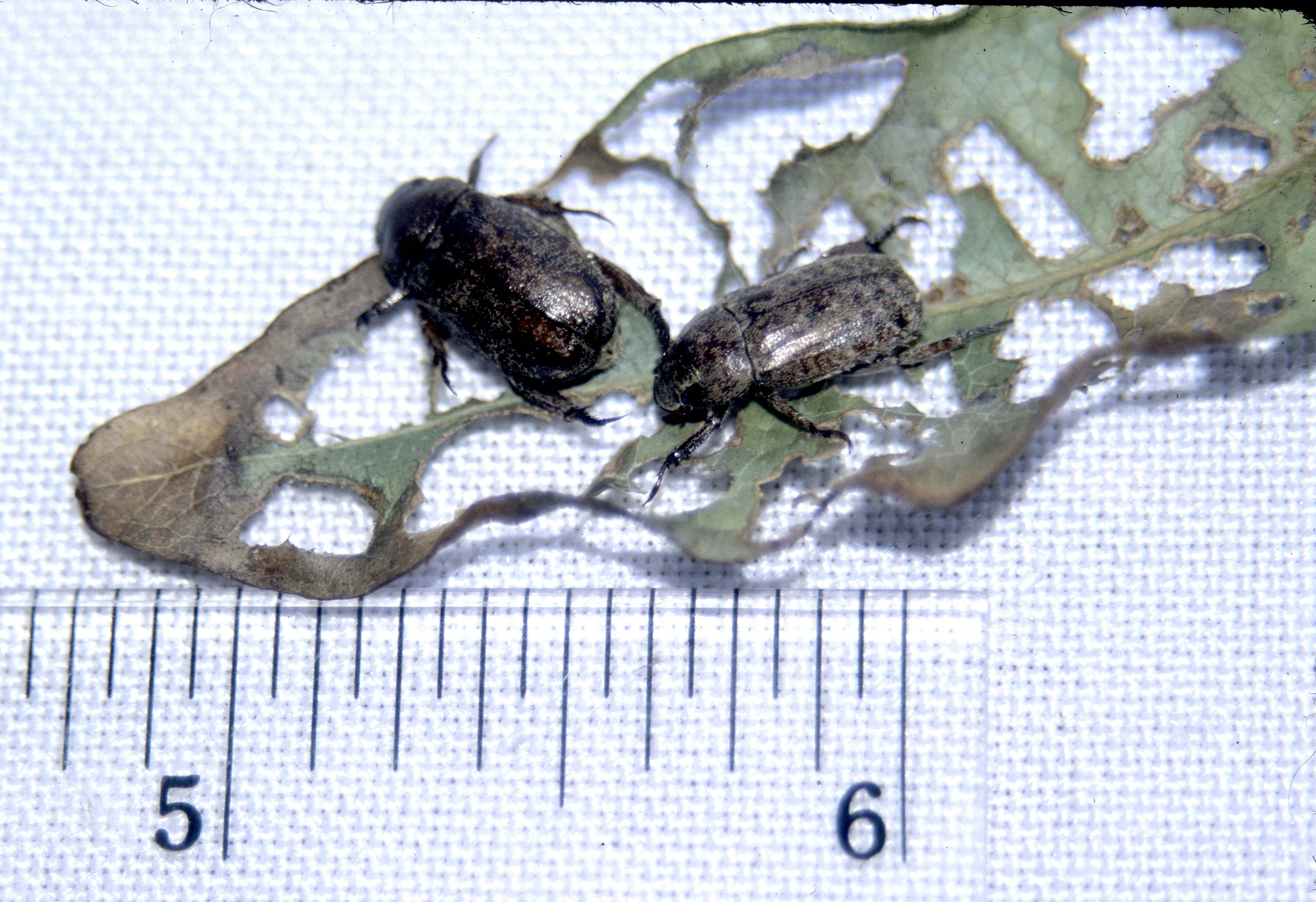
Rutelinae se alimentando de folhas.

## Ciclo de vida
Como todos os besouros, apresentam metamorfose completa, com os estágios de ovo, larva, pupa e adulto. As larvas vivem no solo ou onde haja matéria orgânica em decomposição (madeira apodrecendo por exemplo) e os adultos são encontrados sobre plantas, onde se alimentam, já que são herbívoros.

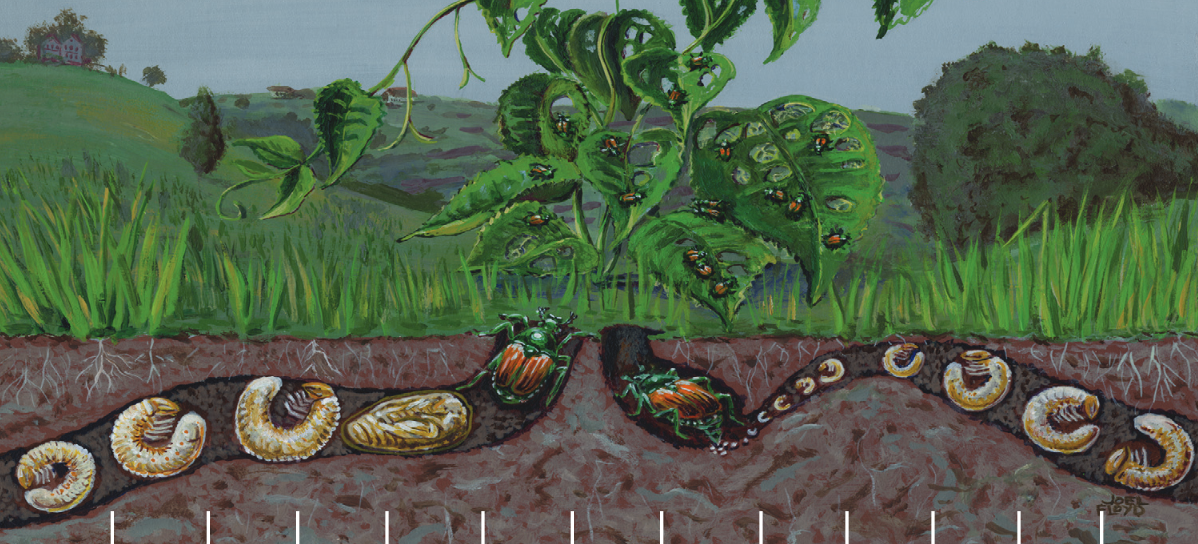
Ciclo de vida do besouro Rutelinae, da espécie Popilia japonica.

## Diversidade de espécies
Abaixo segue uma amostra da diversidade Rutelinae.

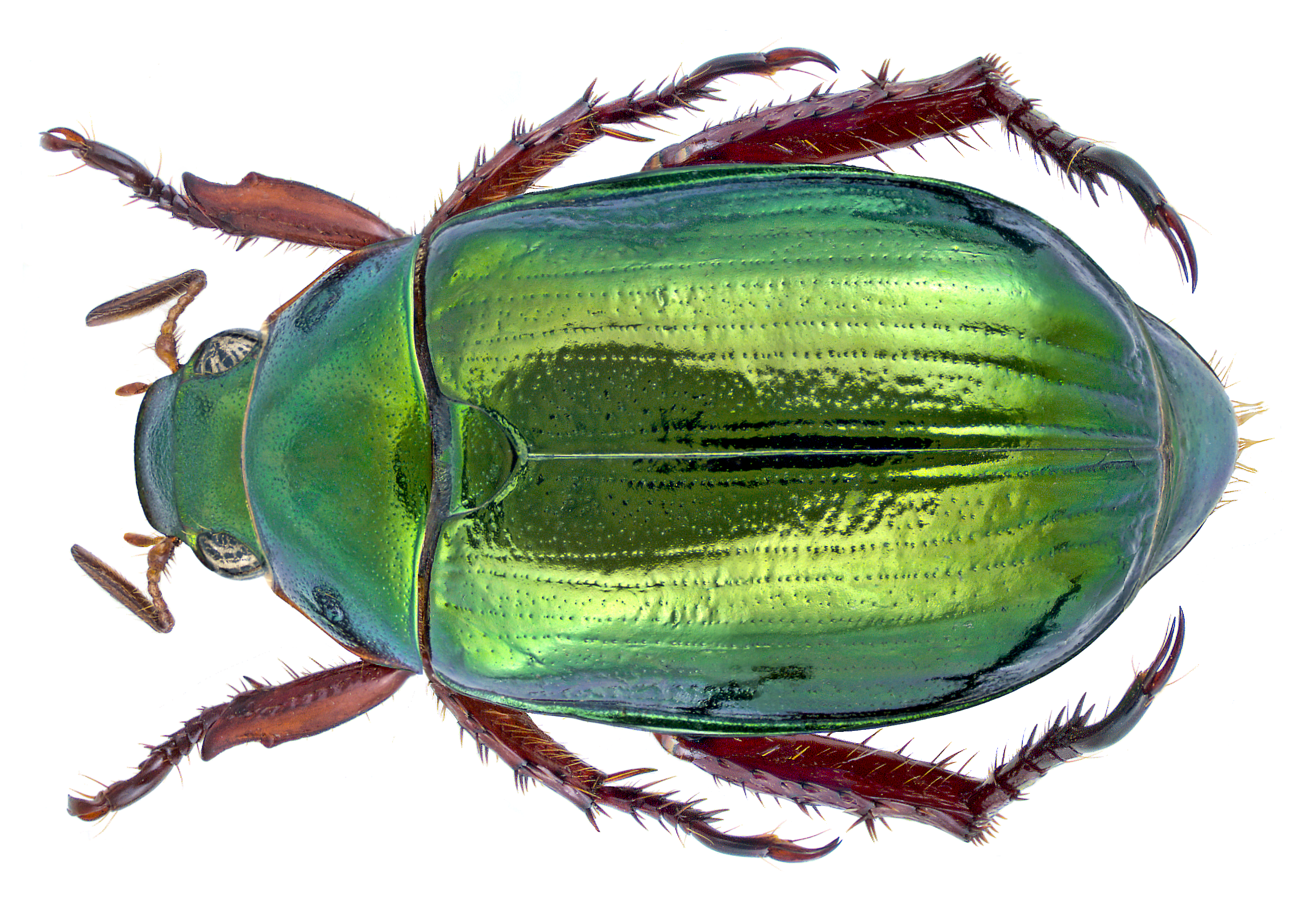
Mimela rectangular
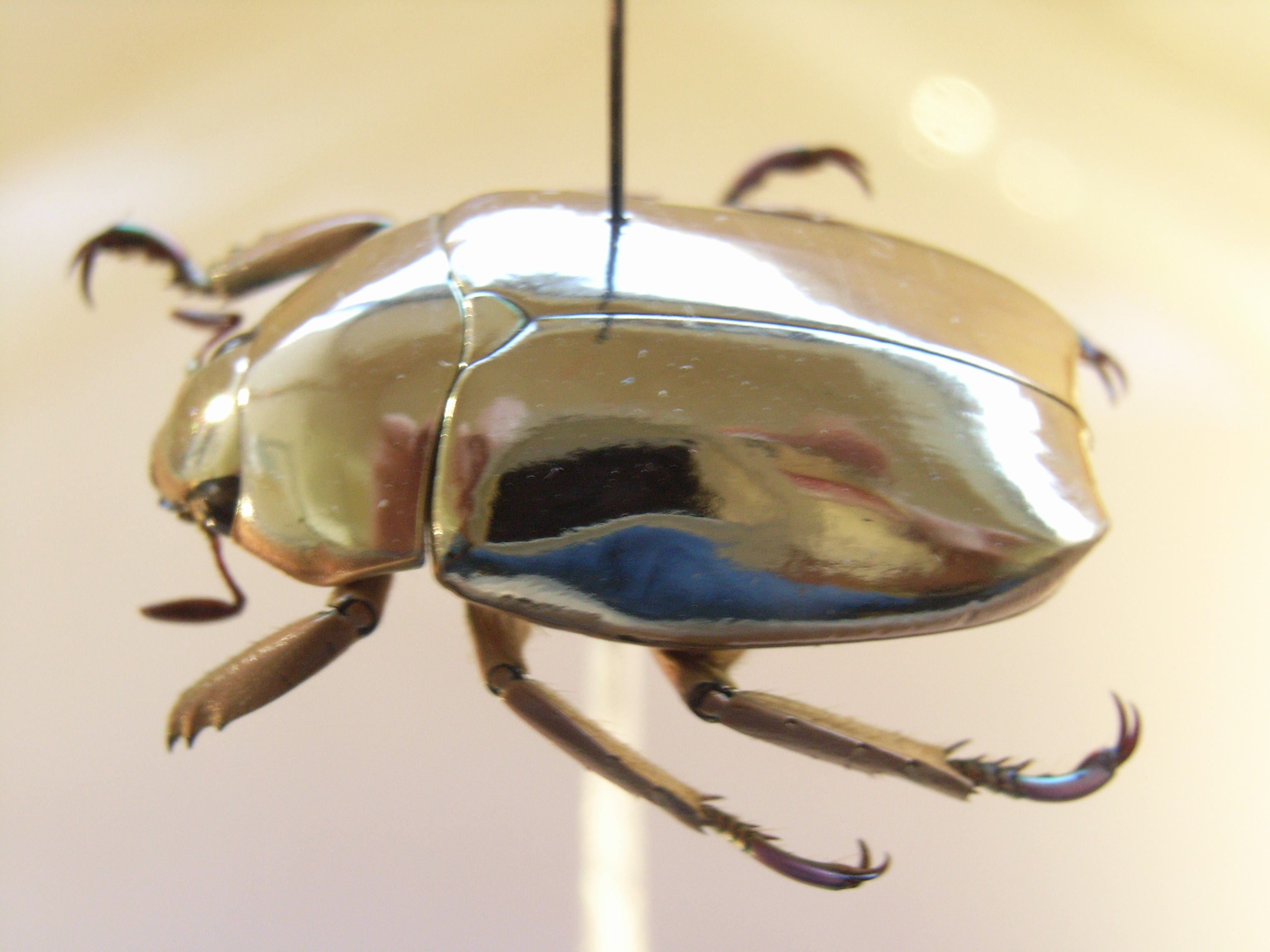
Chrysina sp.
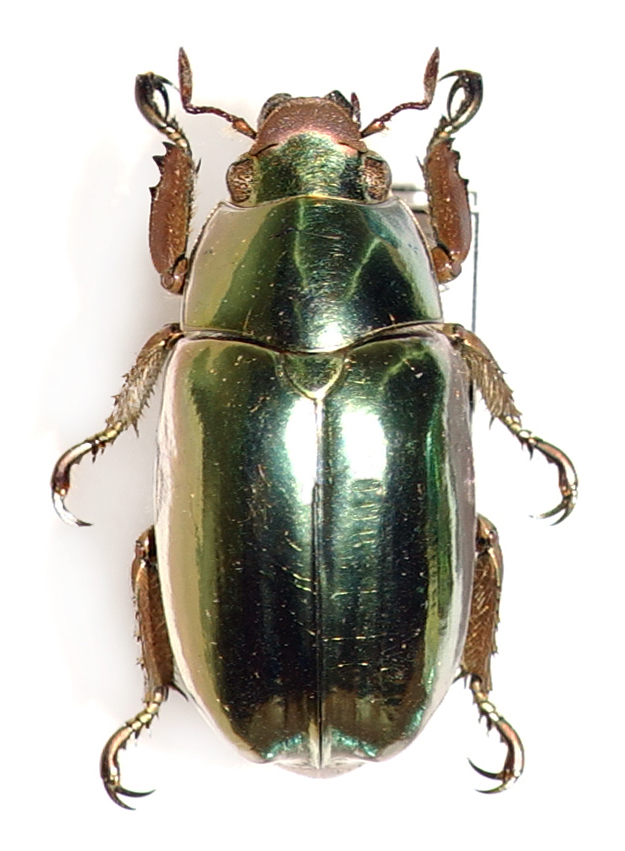
Chrysina chrysargyrea
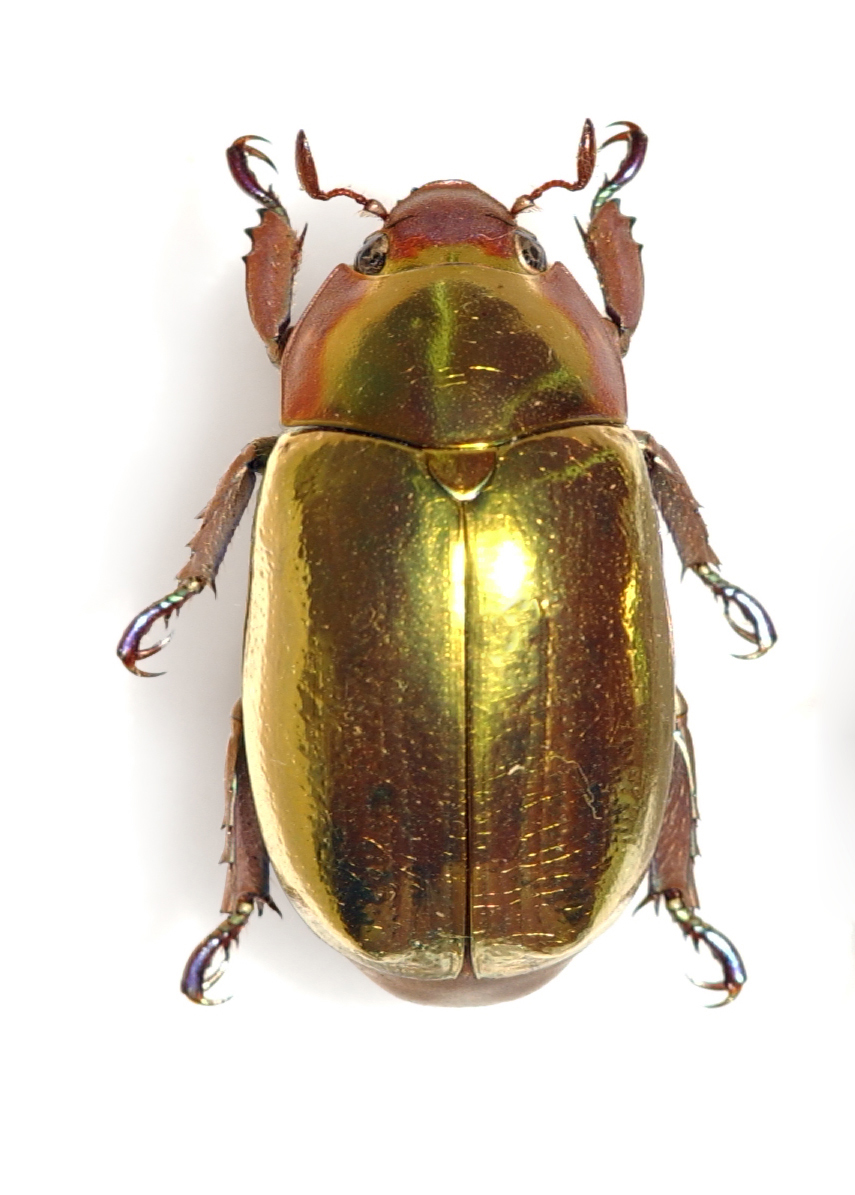
Chrysina aurigans variedade dourada
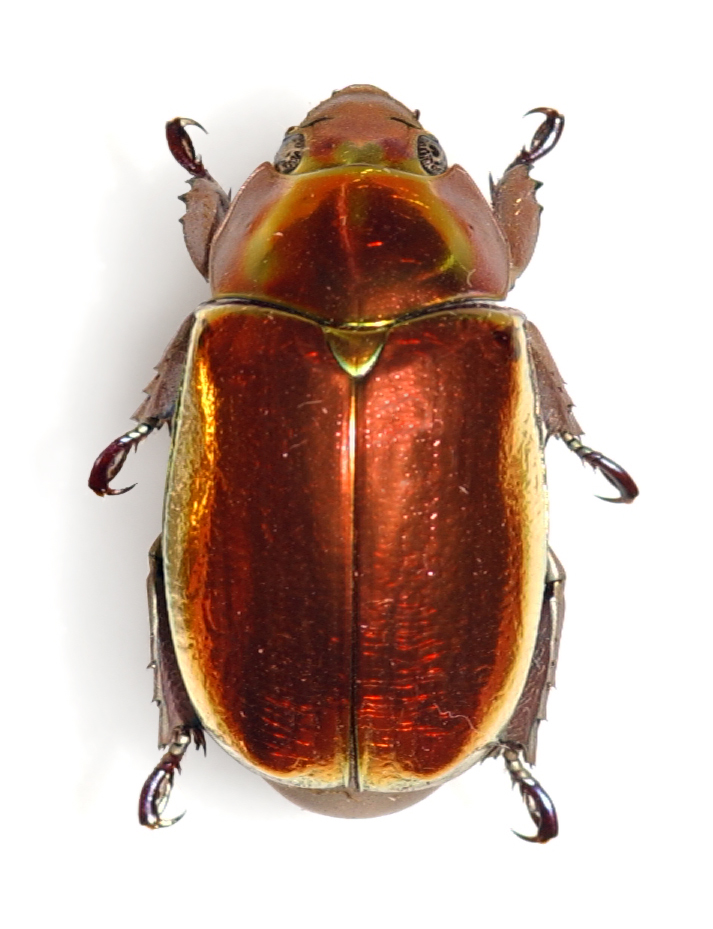
Chrysina aurigans variedade dourada-avermelhada
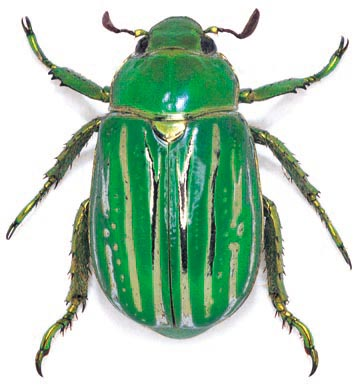
Chrysina gloriosa
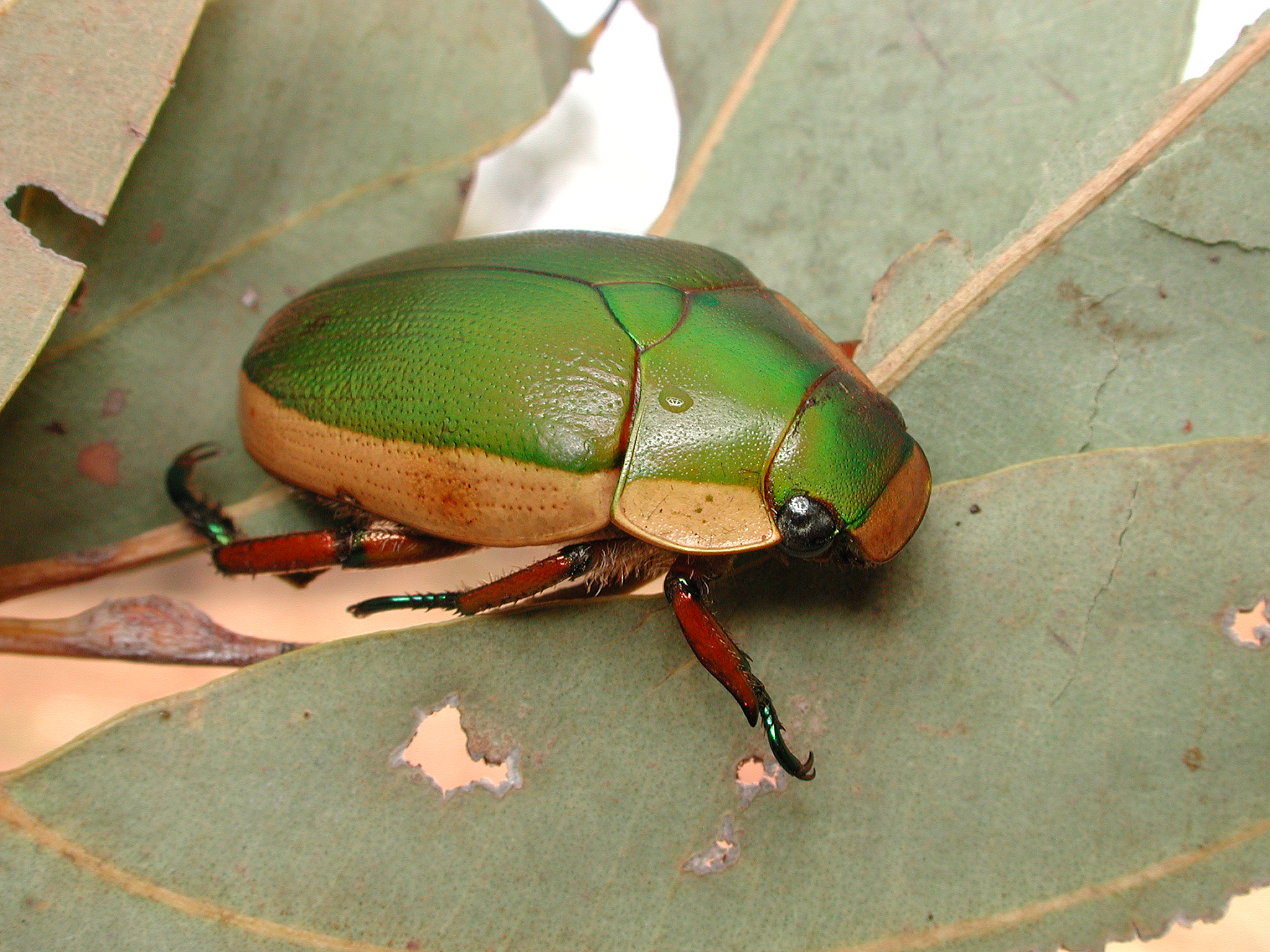
Calloodes grayianus
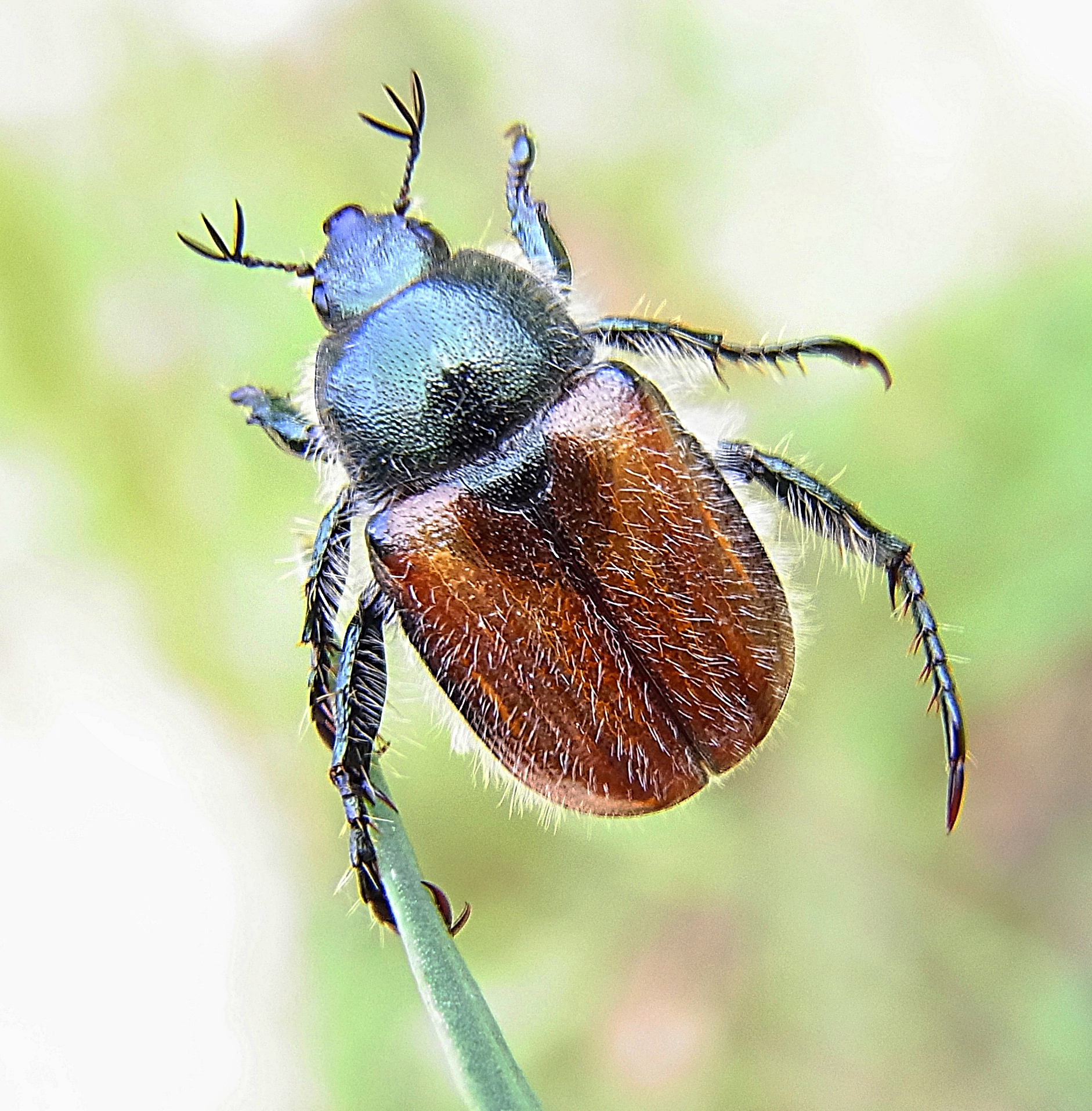
Anisoplia villosa
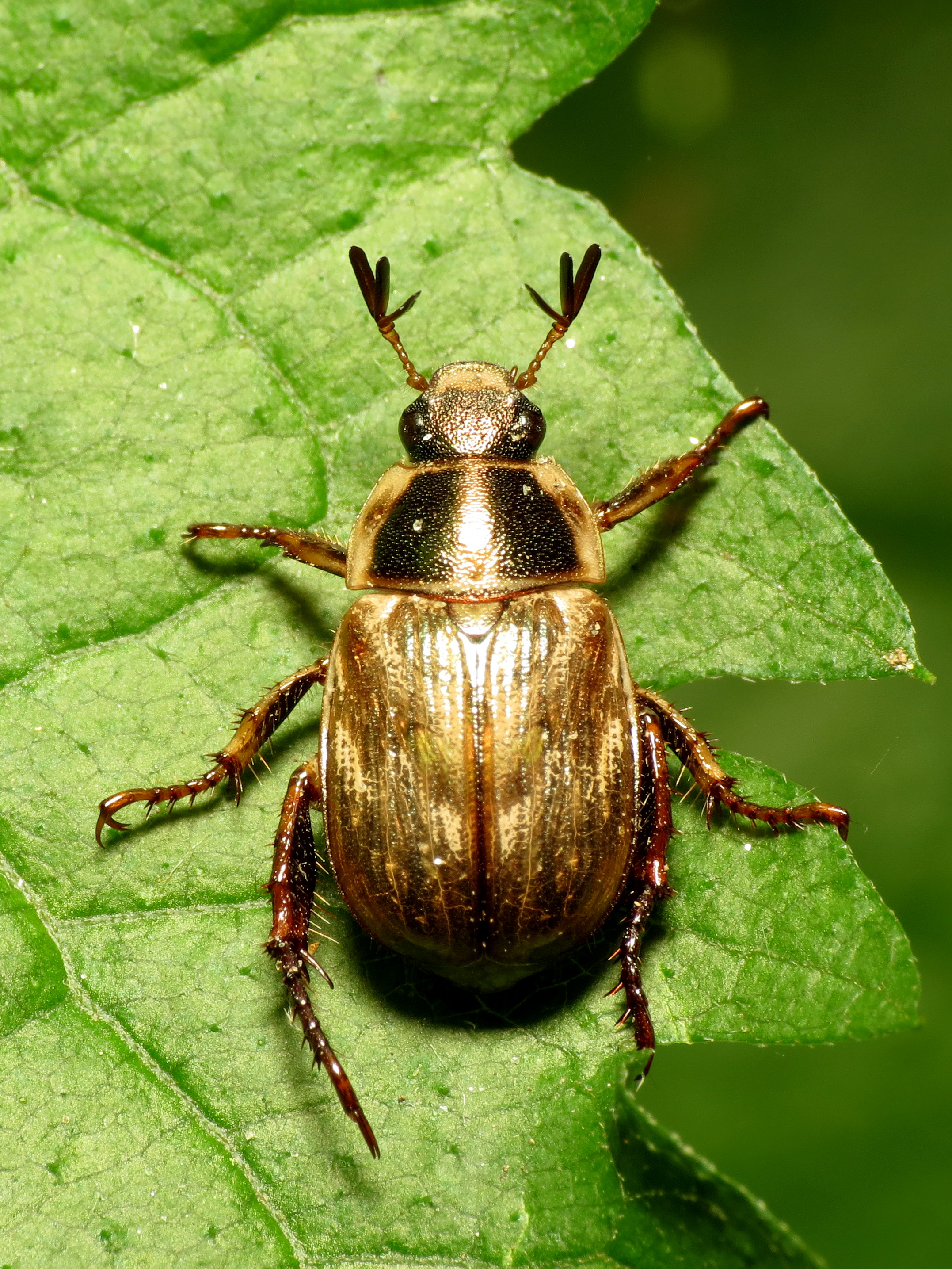
Exomala orientalis
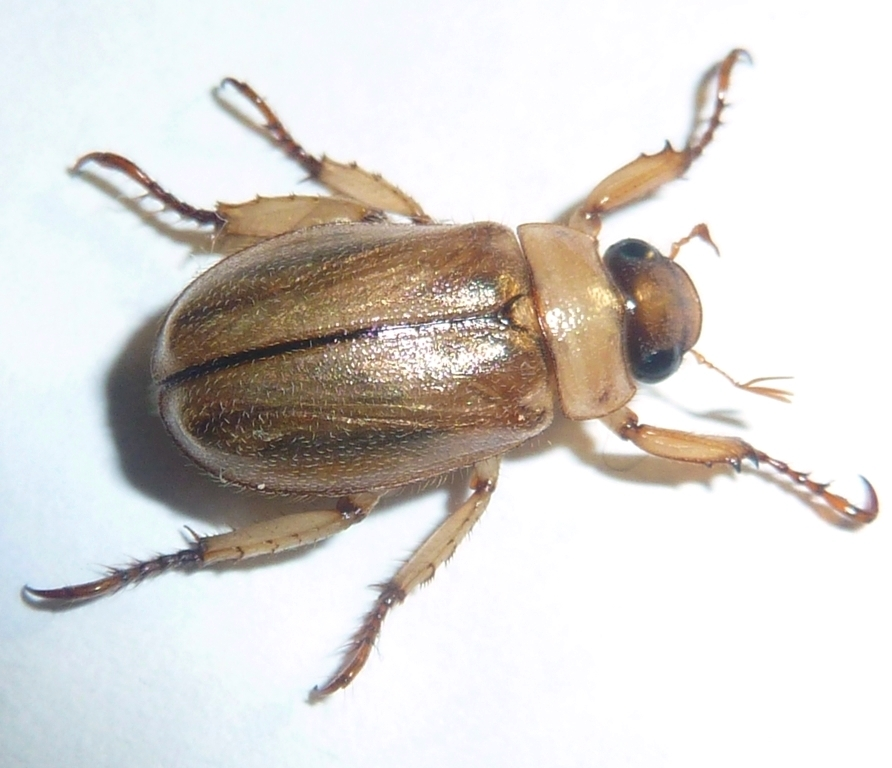
Adoretus ictericus
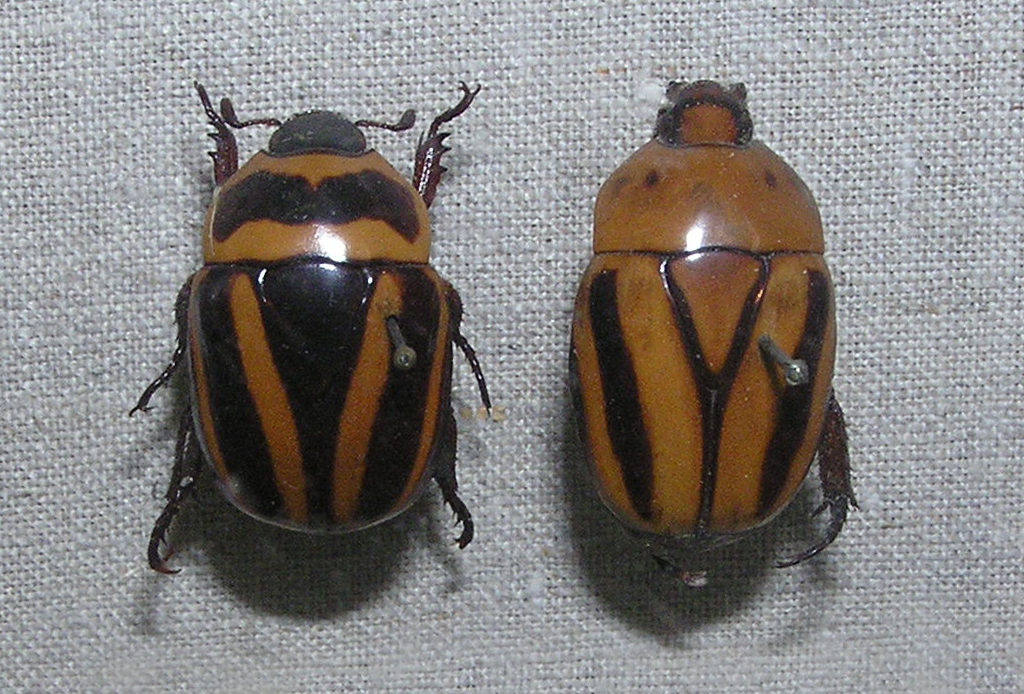
Macraspis cincta
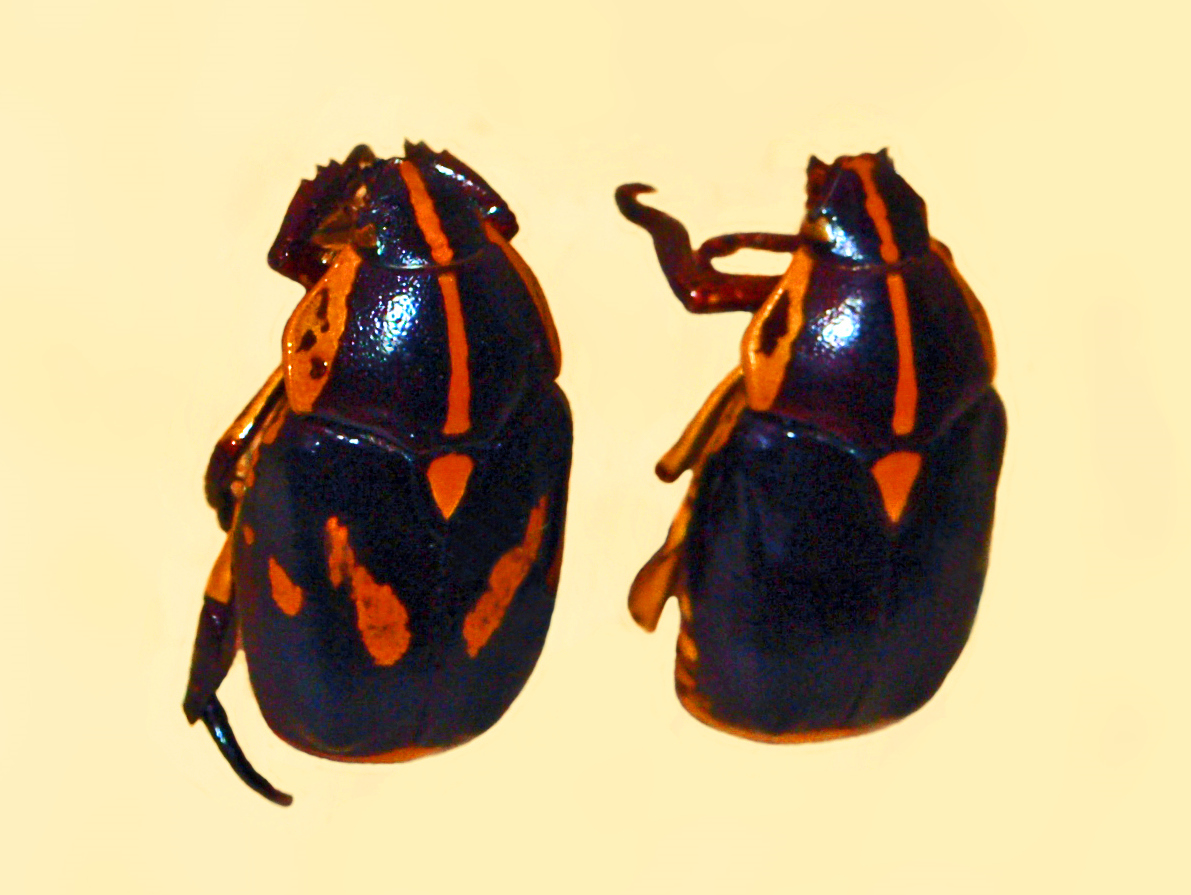
Rutela lineola
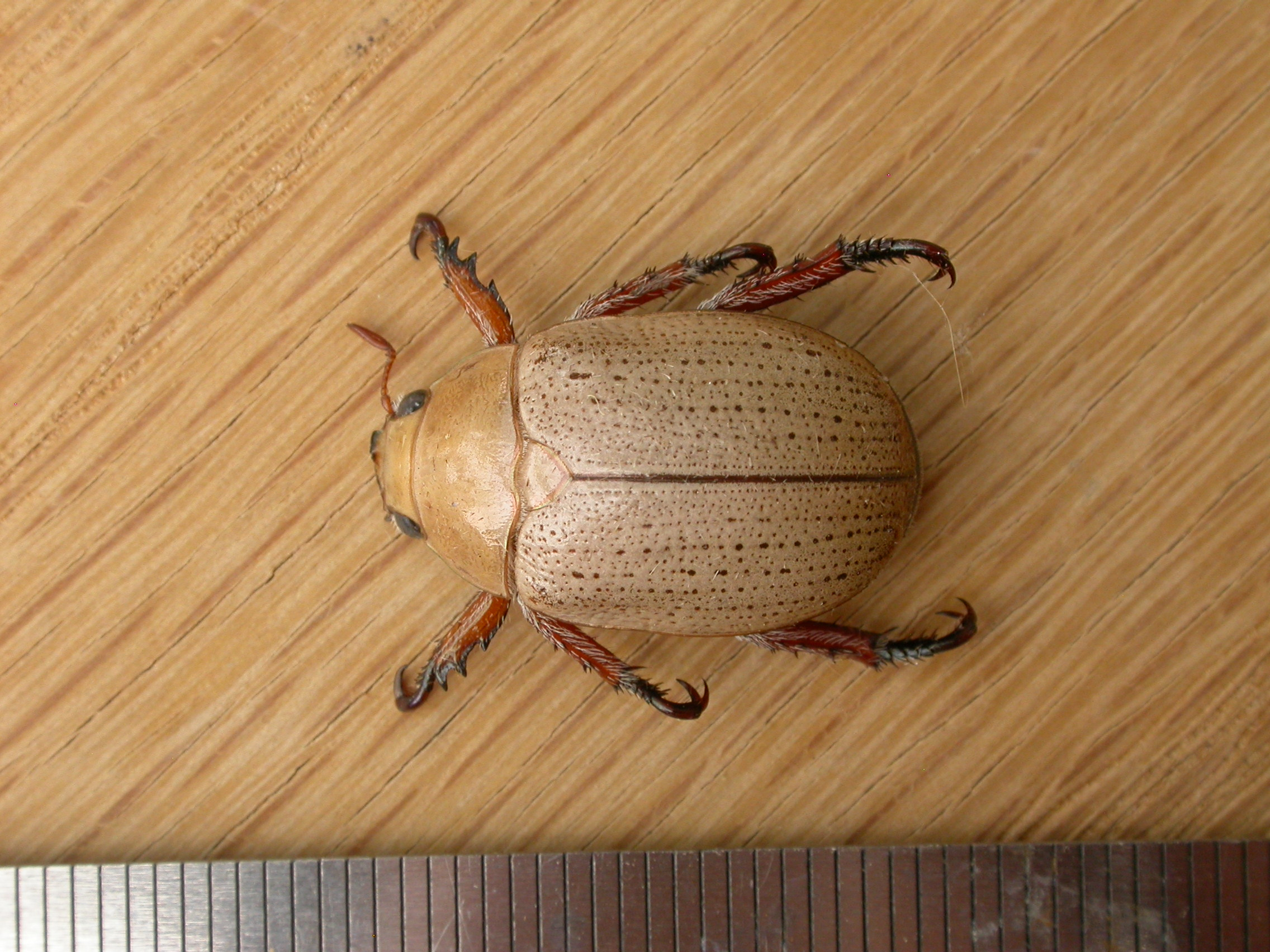
Anoplognathus pallidicollis
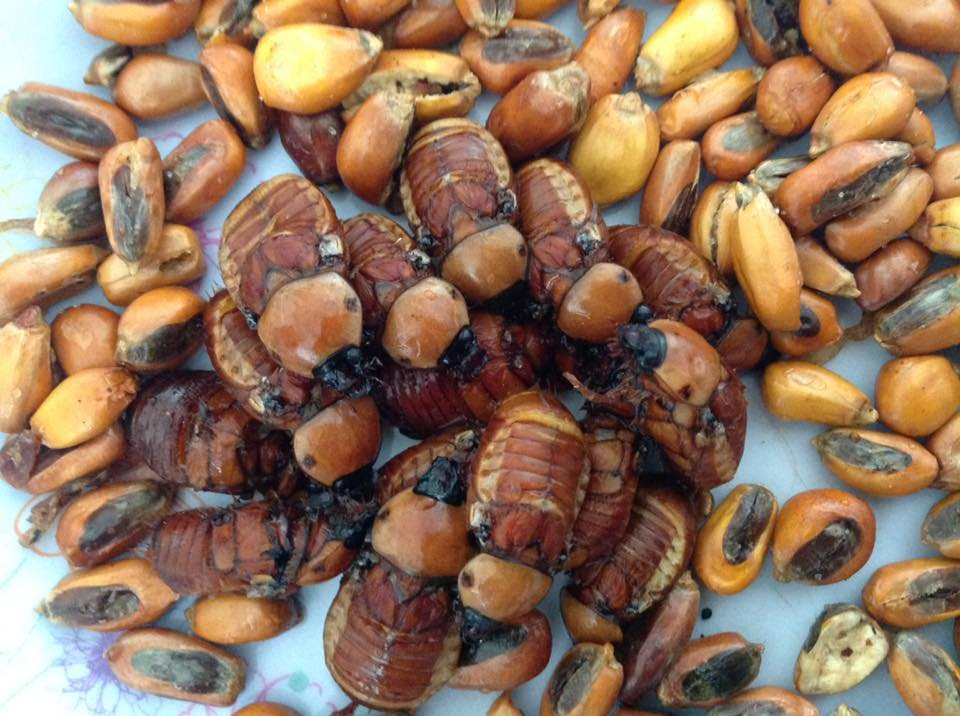
Platycoelia lutescens, um Rutelinae comestível, caso de entomofagia.
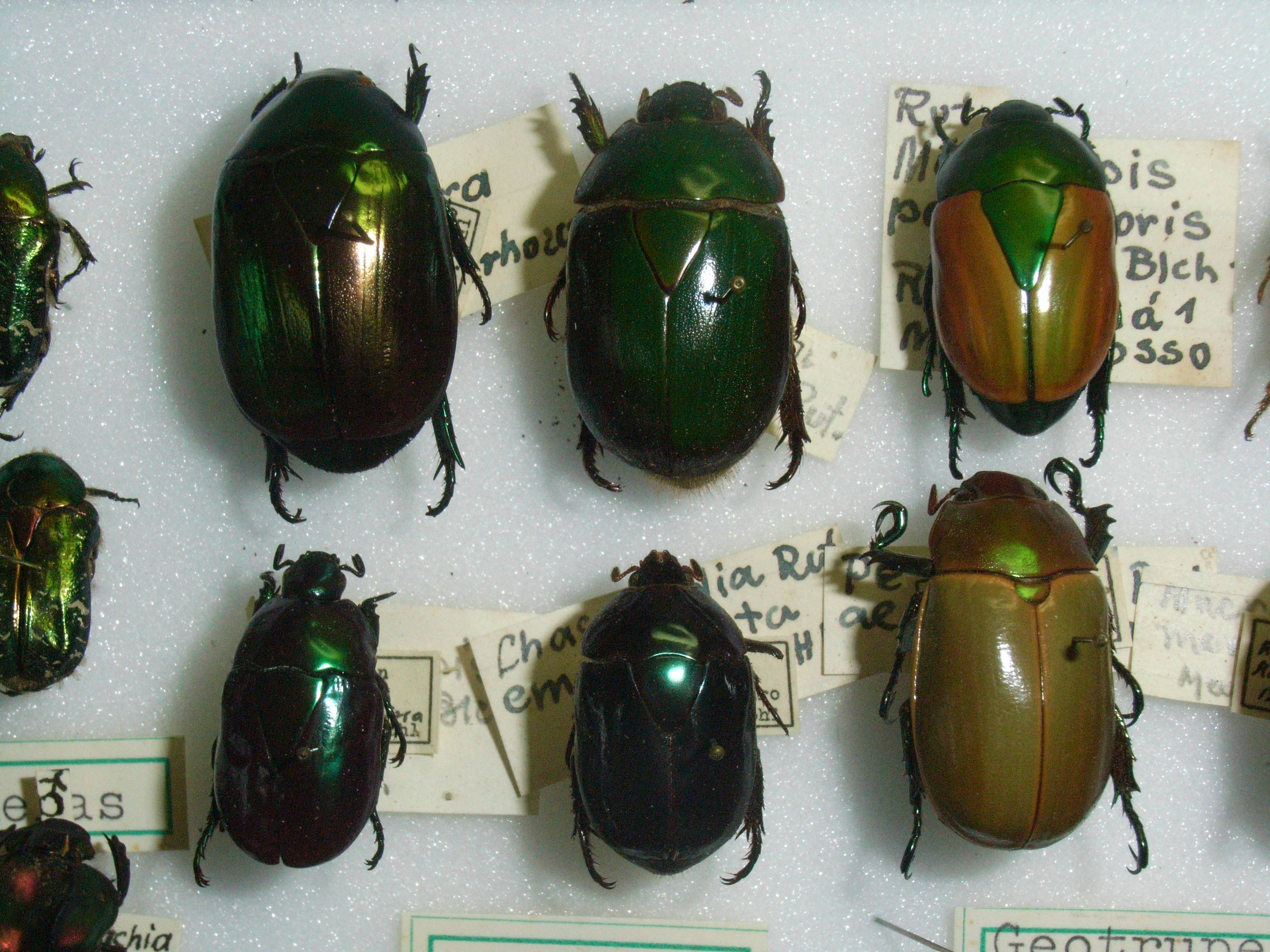
Diversidade Rutelinae